# Handley Page V/1500
El Handley Page V/1500 fue un bombardero pesado nocturno británico construido por Handley Page hacia el final de la Primera Guerra Mundial. Era un gran biplano de cuatro motores, que recordaba a una versión más grande de los anteriores bombarderos O/100 y O/400 de Handley Page, ideados para bombardear Berlín desde los aeródromos de Anglia Oriental. El final de la guerra detuvo el uso del V/1500 contra Alemania, pero un único avión fue usado para llevar a cabo el primer vuelo desde el Reino Unido y la India, y más tarde ejecutó una incursión de bombardeo sobre Kabul durante la tercera guerra anglo-afgana. Era conocido coloquialmente en la bisoña Real Fuerza Aérea como el "Super Handley". El V/1500, que fue enviado por barco a Canadá para intentar un vuelo transatlántico, voló en Estados Unidos, y en 1919 se estrelló en un campo en Mount Jewett, Pensilvania. Aparecieron fotos del hecho en la edición del 20 de febrero de 1969 del periódico Bradford Journal.

## Diseño y desarrollo

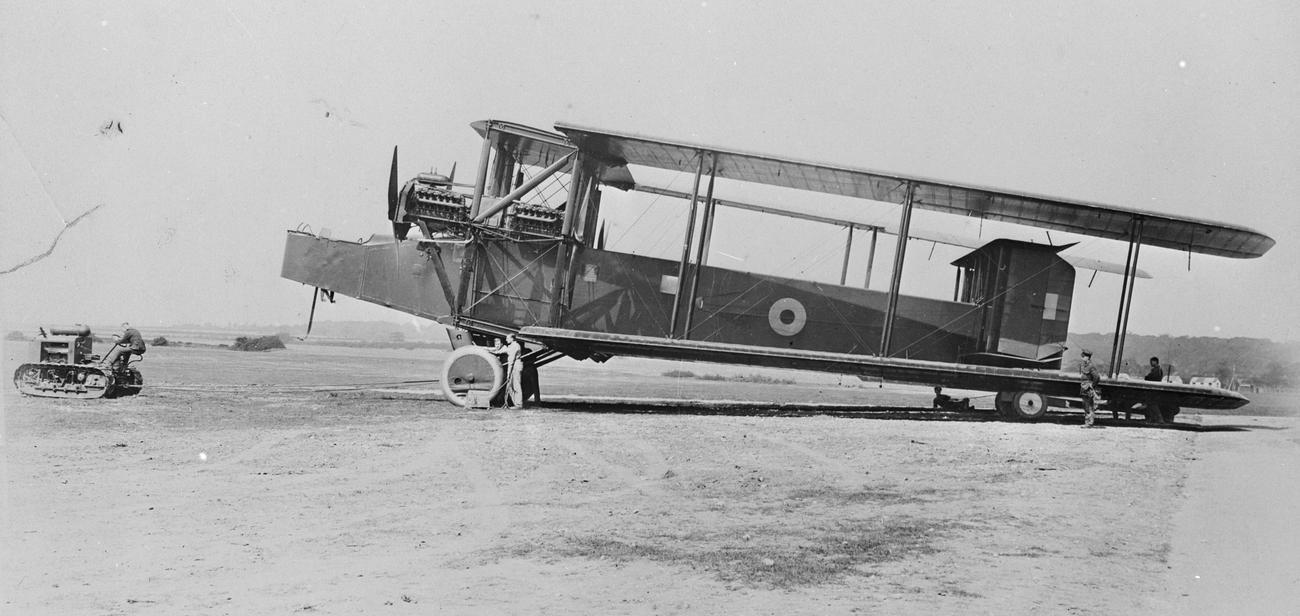
Handley Page V/1500 con las alas plegadas.

El V/1500 fue producido para cubrir un requerimiento del Ministerio del Aire británico de 1917 por un gran bombardero nocturno, capaz de llegar más al interior de Alemania que el Handley Page O/100, que había entrado en servicio recientemente, llevando una carga de 1400 kg. Por ello era capaz de bombardear Berlín desde bases en Anglia Oriental.
Aunque el V/1500 poseía un fuselaje similar al del O/400, tenía una envergadura mayor, alas biplano de cuatro vanos y estaba propulsado por cuatro motores Rolls-Royce Eagle VIII montados en dos góndolas, con dos motores tirando de la manera convencional y dos propulsores, en lugar de los dos motores Eagle del bombardero más pequeño. La construcción era en madera y materiales textiles. Una característica de diseño relativamente novedosa fue el puesto del artillero en el extremo trasero del fuselaje, entre las cuatro aletas.
Debido a la carga de trabajos en la fábrica de Handley Page en Cricklewood y para asegurar la seguridad, el primer prototipo fue construido por Harland and Wolff en Belfast, Irlanda del Norte, siendo ensamblado en Cricklewood y volando por primera vez el 22 de mayo de 1918. Se realizaron encargos a varias compañías (incluyendo a Harland and Wolff, Beardmore, Handley Page, Grahame-White y Alliance Aircraft) por un total de 210 V/1500 a 12 500 libras cada uno, aunque sólo 40 aviones fueron completados, y otros 22 producidos a partir de piezas de repuesto. El encargo de Beardmore fue de cincuenta aparatos en dos lotes, el primero de 20 y el segundo, de 30 ejemplares. Los registros de la compañía muestran que la producción continuó en 1921. El piloto de pruebas de Beardmore era Clifford Prodger y los aviones se entregaban en el Inchinnan Aerodrome.

## Historia operacional

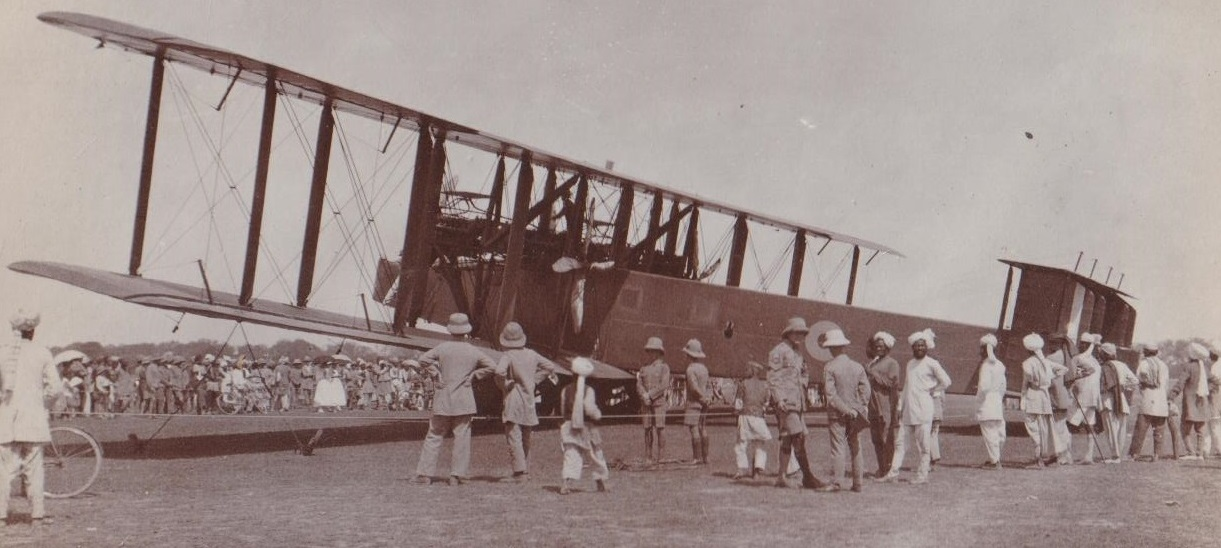
Handley Page V/1500, J1936, en Ambala, India, 1919; a 130 km al SE de Risalpur, desde donde bombardeó Kabul; mostrando ventanas laterales desmontadas y a los mecánicos.

Se entregaron tres aviones al No. 166 Squadron en RAF Bircham Newton (Norfolk) durante octubre de 1918. El jefe de escuadrón no recibió órdenes claras de misión hasta el 8 de noviembre, debido a las negociaciones de alto nivel. Se planeó una misión para aquella noche (bombardear Berlín, volar hasta Praga, ya que las fuerzas austrohúngaras se habían rendido, y luego, repostado y rearmado, bombardear Düsseldorf y regresar). No se voló ninguna misión (un técnico insistió en que debían cambiarse todos los motores de un avión). Pasó lo mismo el día siguiente (pero con un avión diferente). Los tres aviones estaban a punto de iniciar el carreteo después del segundo cambio de motores cuando un nervioso tripulante de tierra corrió a detenerlos (el armisticio acababa de declararse).
Un avión del lote original (J1936, Old Carthusian) consiguió registrar dos "primicias" significativas. El 13 de diciembre de 1918, el bombardero, volado por el comandante A.C.S. Maclaren y el capitán Robert Halley, acompañados por el general de brigada N.D.K. MacEwen, realizó el primer vuelo desde el Reino Unido hasta la India. Despegando desde Gran Bretaña, el avión voló vía Roma, Malta, El Cairo y Bagdad, alcanzando finalmente Karachi el 15 de enero de 1919.
El mismo avión jugó un papel fundamental en la finalización de la tercera guerra anglo-afgana. El 25 de mayo de 1919, volando desde Risalpur y pilotado por el capitán Halley y el teniente E. Villiers como observador, el V/1500 alcanzó Kabul en tres horas. De su carga de cuatro bombas de 51 kg en soportes improvisados desmontados de aviones B.E.2c y 16 bombas de 10 kg llevadas en el fuselaje y lanzadas a mano, cuatro hicieron blanco en el palacio real. Aunque el bombardeo provocó pocos daños materiales, tuvo un gran impacto psicológico en los ciudadanos (las damas del harén real corrieron despavoridas por las calles, causando un gran escándalo). Unos pocos días más tarde, el rey Amanulá solicitó la paz, finalizando la guerra después de menos de un mes de hostilidades. El J1936 acabó su vida siendo consumido por las termitas.
El avión V/1500 Atlantic fue enviado por barco a la Isla de Terranova a principios de 1919 para intentar realizar el primer vuelo transatlántico sin escalas. Sin embargo, el premio fue ganado por Alcock y Brown en un Vickers Vimy en junio del mismo año. La tripulación salió hacia Nueva York, pero se vio forzada a aterrizar en Parrsboro, Nueva Escocia, el 5 de julio, donde el avión fue reparado durante el verano. El Atlantic continuó hasta Nueva York el 9 de octubre, llevando con él el primer correo aéreo entre Canadá y los Estados Unidos.
El modelo fue finalmente reemplazado en el servicio por el Vickers Vimy.

## Operadores
Reino Unido
- Real Fuerza Aérea

## Supervivientes
No ha perdurado ningún ejemplar completo del V/1500; sin embargo, el Museo de la Real Fuerza Aérea Británica de Cosford posee almacenadas varias reliquias, incluyendo tres hélices, cuatro secciones del plano de cola y una brújula.

## Especificaciones (V/1500)
Referencia datos: Jane's Fighting Aircraft of World War I

### Características generales
- Tripulación: Ocho-nueve
- Longitud: 19,5 m (64 ft)
- Envergadura: 38,4 m (126 ft)
- Altura: 7 m (23 ft)
- Superficie alar: 260 m² (2798,7 ft²)
- Peso vacío: 6804 kg (14 996 lb)
- Peso cargado: 13 608 kg (29 992 lb)
- Planta motriz: 4× motor lineal V12 refrigerado por agua Rolls-Royce Eagle VIII.
  - Potencia: 280 kW (386 HP; 381 CV)

- Motores alternativos:

- 4x Galloway Atlantic de 373 kW (500 hp) cada uno
- 4x Napier Lion de 336 kW (450 hp) cada uno
- 4x Liberty L-12 de 298 kW (400 hp) cada uno.

- Hélices: 

  - 2 tractoras de cuatro palas de madera de paso fijo de 4,09 m de diámetro
  - 2 propulsoras de cuatro palas de madera de paso fijo de 3,1 m de diámetro
- Capacidad de combustible: 4546 L

### Rendimiento
- Velocidad máxima operativa (Vno): 166 km/h (103 MPH; 90 kt) a nivel del mar
  - 159 km/h a 1981 m (6500 pies)
  - 153 km/h a 3048 m (10 000 pies)
- Alcance: 14 h
- Carga alar: 49 kg/m² (10 lb/ft²)
- Potencia/peso: 0,0783 kW/kg (0,0476 hp/lb)
- Velocidad de aterrizaje: 80 km/h
- Tiempo a altitud:

- 1524 m (5000 pies) en 8 min
- 3048 m (10 000 pies) en 21 min

### Armamento
- Ametralladoras: 

  - 3x Lewis de 7,7 mm flexibles en posiciones de morro, dorsal y cola
- Bombas: Hasta 3400 kg; 30 de 115 kg llevadas internamente

## Aeronaves relacionadas

### Desarrollos relacionados
- Handley Page Type O

### Aeronaves similares
- Zeppelin-Staaken Riesenflugzeuge

### Secuencias de designación
- Secuencia Alfabética (interna de Handley Page): ← Type S - Type T - Type Ta - Type V - Type W - Type X
- Secuencia HP._ (interna de Handley Page): ← HP.12 - HP.13 - HP.14 - HP.15 - HP.16 - HP.17 - HP.18 →